# Сосновий (Притобольний район)
Сосно́вий (рос. Сосновый) — селище у складі Притобольного району Курганської області, Росія. Входить до складу Глядянської сільської ради.
Населення — 278 осіб (2010, 267 у 2002).
Національний склад станом на 2002 рік:
- росіяни — 94 %